# شيلا هايلتون
شيلا هايلتون (بالإنجليزية: Sheila Hylton)‏ هي مغنية جامايكية، ولدت في 1956 في لندن في المملكة المتحدة.

## وصلات خارجية
- شيلا هايلتون على موقع ميوزك برينز (الإنجليزية)
- شيلا هايلتون على موقع ديسكوغز (الإنجليزية)